# Cantón de Issy-l'Évêque
El cantón de Issy-l'Évêque era una división administrativa francesa, que estaba situada en el departamento de Saona y Loira y la región de Borgoña.

## Composición
El cantón estaba formado por siete comunas:
- Cressy-sur-Somme
- Cuzy
- Grury
- Issy-l'Évêque
- Marly-sous-Issy
- Montmort
- Sainte-Radegonde

## Supresión del cantón de Issy-l'Évêque
En aplicación del Decreto nº 2014-182 de 18 de febrero de 2014, el cantón de Issy-l'Évêque fue suprimido el 22 de marzo de 2015 y sus 7 comunas pasaron a formar parte del nuevo cantón de Gueugnon.